# Castle Camps (ort)
Castle Camps är en ort och en civil parish i Storbritannien.   Den ligger i distriktet South Cambridgeshire i grevskapet Cambridgeshire i riksdelen England, i den sydöstra delen av landet, 70 km nordost om huvudstaden London.
I orten låg tidigare slottet Castle Camps.